# Paxum
Paxum es una compañía de servicios financieros con la que puedes recibir pagos de sitios web y realizar transferencias en línea para los creadores de contenido, profesionales independientes, editores, entre otros. Se especializa en facilitar el método de pago online a sus usuarios, siendo el intermediario entre el sitio web que genera fondos y la cuenta bancaria personal de destino.

## Servicios
Paxum opera a nivel mundial y en 18 países de Latinoamérica, trabajando a divisas como: dólar, euro y libras esterlinas.
Un usuario de Paxum puede realizar transferencias de su cuenta Paxum a su cuenta bancaria persona l. La empresa cuenta con diferentes tipos de transacciones: transferencias a banco local en moneda local (EFT), transferencias Paxum to Paxum (P2P), transferencias a tarjeta externa (OCT), transferencias WIRE y tarjetas UnionPay. Estos servicios varían teniendo en cuenta el país en el que se encuentre el usuario.
| País                 | Tipos de transferencias                                                                        |
| -------------------- | ---------------------------------------------------------------------------------------------- |
| Argentina            | Transferencias a banco local en moneda local                                                   |
| Bolivia              | Transferencias a banco local en moneda local Transferencias a tarjeta externa                  |
| Brasil               | Transferencias a banco local en moneda local Transferencias a tarjeta externa Tarjeta UnionPay |
| Chile                | Transferencias a banco local en moneda local Transferencias a tarjeta externa                  |
| Colombia             | Transferencias a banco local en moneda local                                                   |
| Costa Rica           | Transferencias WIRE Transferencias a tarjeta externa                                           |
| Ecuador              | Transferencias a banco local en moneda local Transferencias a tarjeta externa Tarjeta UnionPay |
| El Salvador          | Transferencias WIRE Transferencias a tarjeta externa                                           |
| Haití                | Transferencias WIRE Transferencias a tarjeta externa                                           |
| Honduras             | Transferencias WIRE Transferencias a tarjeta externa                                           |
| México               | Transferencias a banco local en moneda local Transferencias a tarjeta externa Tarjeta UnionPay |
| Nicaragua            | Transferencias WIRE Transferencias a tarjeta externa                                           |
| Panamá               | Tarjeta UnionPay                                                                               |
| Paraguay             | Transferencias WIRE Transferencias a tarjeta externa                                           |
| Perú                 | Transferencias a banco local en moneda local Transferencias a tarjeta externa Tarjeta UnionPay |
| República Dominicana | Transferencias WIRE Transferencias a tarjeta externa                                           |
| Uruguay              | Transferencias a banco local en moneda local Transferencias a tarjeta externa                  |

## Datos sobre Paxum
En la actualidad Paxum cuenta con más de 250,000 usuarios a nivel mundial para recibir sus pagos mensualmente, más de 5,000 empresas cuentan con su cuenta empresarial para realizar los pagos a sus afiliados.
En junio de 2022, la compañía fue catalogada como la mejor empresa de servicios de pago en los Bucharest Summit Awards.